# Tour of Qinghai Lake
Tour of Qinghai Lake er et årligt etapeløb i landevejscykling som foregår i nærheden af Qinghai-søen i Kina. Løbet er klassificeret som et 2.Pro-løb og er den del af UCI ProSeries. I 2017 havde løbet 13 etaper. Det er blevet arrangeret siden 2002. 

## Vindere
| År   | Vinder                   | Toer                    | Treer              |
| ---- | ------------------------ | ----------------------- | ------------------ |
| 2002 | Tom Danielson            | Glen Chadwick           | Xavier Tondo       |
| 2003 | Damiano Cunego           | Ghader Mizbani Iranagh  | Guozhang Wang      |
| 2004 | Ryan Cox                 | Ghader Mizbani Iranagh  | Jeff Louder        |
| 2005 | Martin Mareš             | Kairat Baigudinov       | Valerio Agnoli     |
| 2006 | Maarten Tjallingii       | Hossein Askari          | Nácor Burgos       |
| 2007 | Gabriele Missaglia       | Daniel Lloyd            | Francisco Mancebo  |
| 2008 | Tyler Hamilton           | Marek Rutkiewicz        | Hossein Askari     |
| 2009 | Andrej Mizurov           | Ghader Mizbani Iranagh  | Mitja Mahorič      |
| 2010 | Hossein Askari           | Radoslav Rogina         | Kiel Reijnen       |
| 2011 | Gregor Gazvoda           | Dmitrij Gruzdev         | Mateusz Taciak     |
| 2012 | Hossein Alizadeh         | Cameron Wurf            | Giovanny Báez      |
| 2013 | Mirsamad Pourseyedi      | Yevgeniy Nepomnyachshiy | Daniil Fominykh    |
| 2014 | Mykhajlo Kononenko       | Thomas Vaubourzeix      | Oleksandr Polivoda |
| 2015 | Radoslav Rogina          | Hossein Alizadeh        | Francisco Colorado |
| 2016 | Sergiy Lagkuti           | Matej Mugerli           | Vitalij Buts       |
| 2017 | Jonathan Monsalve        | Mauricio Ortega         | Björn Thurau       |
| 2018 | Hernán Aguirre           | Hernando Bohórquez      | Radoslav Rogina    |
| 2019 | Robinson Chalapud        | Óscar Sevilla           | Benjamin Dyball    |
| 2021 | Zhishan Zhang            | Xin Peng                | Tiantian Hu        |
| 2022 | Liu Jiankun              | Zhishan Zhang           | Yu Tao Shen        |
| 2023 | Henok Mulubrhan          | Eric Fagúndez           | Davide Baldaccini  |
| 2024 | Jefferson Alveiro Cepeda | Thomas Silva            | Manuele Tarozzi    |